# Charlie Christian
Charlie Henry Christian (Bonham, Texas, 29 de julho de 1916 – Staten Island, Nova Iorque, 2 de março de 1942) era um guitarrista de jazz norte-americano. Ele popularizou a guitarra elétrica (a primeira ES-150 electric spanish), do qual o captador levou seu nome, Charlie Christian pickup.